# Les Rendez-vous d'Anna
Les Rendez-vous d'Anna és una pel·lícula dramàtica franco-germano-belga del 1978 escrita i dirigida per Chantal Akerman.

## Argument
Anne Silver, una cineasta belga, viatja per Alemanya Occidental, Bèlgica i França per promocionar la seva nova pel·lícula. Al llarg del camí, es troba amb desconeguts, amics, antics amants i familiars, tot travessant una Europa occidental aïllada i cada cop més homogènia. Entre les persones que coneix hi ha la seva pròpia mare, a qui li parla d'enamorar-se d'una dona amb qui ara només parla per telèfon. Al final, torna al seu apartament, escoltant missatges al contestador automàtic, sola com mai. Les trucades provenen de diversos amics i/o amants, que expressen frustració per la seva indisponibilitat, i també d'un gerent que vol assegurar-se que aparegui a totes les seves aparicions promocionals. L'últim missatge és de la seva amant, que es pregunta on és. L'Anna no torna a trucar a ningú.

## Repartiment
- Aurore Clément com a Anne Silver
- Jean-Pierre Cassel com a Daniel
- Magali Noël com a Ida
- Helmut Griem com a Heinrich
- Hanns Zischler com a Hans
- Lea Massari com a mare d'Anne

## Recepció crítica
La pel·lícula inicialment no va tenir una bona acollida, tot i que des de llavors ha augmentat en prestigi. Molts crítics van trobar defectes amb el que van percebre com una "reducció del radicalisme estilístic i temàtic" que es troba a la seva Jeanne Dielman, moll del Comerç, 23, 1080 Brussel·les (1975). Al lloc web de l'agregador de ressenyes Rotten Tomatoes, la pel·lícula té una puntuació d'aprovació del 67% basada en les crítiques de 6 crítics, amb una puntuació mitjana de 8/10. Va rebre el Premi André Cavens a la millor pel·lícula atorgada per la Unió de la Crítica de Cinema (UCC).